# Ditepalanthus
Ditepalanthus es un género con dos especies de plantas parásitas, perteneciente a la familia Balanophoraceae.

## Taxonomía
El género fue descrito por Folke Fagerlind  y publicado en Arkiv för Botanik utgivet av K. Svenska Vetenskapsakademien 29A(7): 12–13. 1938. La especie tipo es: Ditepalanthus afzelii Fagerl.

## Especies
- Ditepalanthus afzelii Fagerl.
- Ditepalanthus malagasicus (H.Perrier) Fagerl.